# Art & Magic
 (février 2024).
Si vous disposez d'ouvrages ou d'articles de référence ou si vous connaissez des sites web de qualité traitant du thème abordé ici, merci de compléter l'article en donnant les références utiles à sa vérifiabilité et en les liant à la section « Notes et références ».
Art & Magic est une entreprise belge de développement de jeux vidéo fondée en 1991 par Yves Grolet, Yann Robert et Franck Sauer. Elle prend racine dans l'équipe Ordilogic Systems (1987-91). En 1995, les trois créateurs sont à l'origine de la création du studio Appeal.
En 1987, le programmeur Yves Grolet et le graphiste Franck Sauer s'associent pour développer le jeu d'aventure graphique NO, édité par Lankhor sur Commodore 64. Après avoir terminé leurs études, ils réalisent ensuite la conversion C64 du jeu de stratégie Iron Lord (1990) pour Ubisoft. Associé au programmeur Yann Robert, l'équipe développe ensuite le jeu d'action Unreal (1990), édité par Ubisoft, et le shoot them up Agony (1992), édité par Psygnosis, tous deux sur Amiga. Les deux jeux partagent une réalisation de qualité qui repousse les limites techniques de la machine. L'atmosphère musicale des jeux est l'œuvre du compositeur indépendant Jeroen Tel, membre de Maniacs of Noise. Fondée en 1992, la société Art & Magic se spécialise dans le développement de jeux d'arcade, en partenariat avec la société de micro-électronique Deltatec. Elle développe le jeu de tennis à succès Ultimate Tennis (1993), le jeu de "sport préhistorique" Stone Ball, le jeu de labyrinthe Cheese Chase et le jeu de tir au pistolet Western Shooting (1994).
Le déclin du marché de l'arcade pousse l'équipe à se réorienter vers le marché familial en cofondant le studio Appeal en 1995. La société conçoit le jeu d'action No Respect (1997) pour Ocean Software, et le jeu d'action-aventure Outcast (1999) pour Infogrames, sur PC. Ce dernier connaît un important succès critique et s'écoule à plus de 400000 exemplaires. En 2001, alors qu'elle travaille à la pré-production de Outcast2: The Lost Paradise et de Tintin, la compagnie est contrainte de fermer ses portes.